# Auditorio y Palacio de Congresos Infanta Elena
El Auditorio y Palacio de Congresos Infanta Doña Elena es un edificio cultural situado en la ciudad de Águilas (Murcia). Se encuentra situado en el paseo marítimo, enfrente de la playa de las Delicias. Fue inaugurado en el año 2011 por el entonces presidente regional Ramón Luis Valcárcel.

## Historia
La ciudad de Águilas se propuso construir esta nueva dotación dirigida a un turismo de mayor calidad, con el objetivo de complementar el turismo de sol y playa tan propio del Mediterráneo español.
Por ello, en 2004 la Comunidad Autónoma cedió unos terrenos en la bahía de levante para construir una gran infraestructura cultural. El ayuntamiento de Águilas lanzó un concurso de ideas, eligiendo, en diciembre de ese año, el proyecto diseñado por los arquitectos Alberto Fernández Veiga y Fabrizio Barozzi, del estudio Barozzi Veiga.
Fue inaugurado el 22 de marzo de 2011 por el presidente autonómico Ramón Luis Valcárcel y el alcalde de Águilas Juan Ramírez Soto. Ese día se celebró el primer espectáculo, una actuación de la Orquesta Sinfónica de la Región de Murcia.

## Edificio

### Estilo
Es un edificio con formas muy modernas de color blanco neutro, con líneas curvadas y que se ha tratado de integrar e incorporar en el entorno natural donde se encuentra. Los dos arquitectos, en la inauguración, definieron su diseño de la siguiente manera:

Hemos querido que la sencillez se adueñe de todas las líneas, trabajando bajo la influencia de la arquitectura que reina en la cultura mediterránea, muy unida a las características de la tierra, el mar o el aire. Esa sencillez se transmite trabajando con pocas cosas, implantando toda esa simbología de las piedras y rocas talladas por el agua y el viento. De ahí surgen las formas tan caprichosas de este edificio.

### Características
El complejo dispone de una gran sala para la celebración de espectáculos y congresos, con una capacidad para 705 espectadores, 415 butacas en una platea y dos palcos donde se distribuyen el resto de los asientos. Inicialmente el aforo era de 750 espectadores (una platea de 500 butacas y tres palcos con el resto). Así, alberga un área escénica de 275 metros cuadrados, foso de orquesta, siete camerinos individuales y dos colectivos, tres cabinas de traducción simultánea y áreas técnicas de control de sala. Además, cuenta con una sala multifuncional con capacidad para 300 espectadores cuyas posibilidades de división permiten adaptarla a pequeñas actuaciones o eventos, así como con otro espacio polivalente para 150 espectadores.